# Пајпер PA-34 Сенека
Пајпер  Сенека (енгл. Piper PA-34 Seneca) је лаки двомоторни авион америчке производње. Представио га је 1971. године произвођач лаких авиона Пајпер авиони, а још увек се производи (2009). Сенека има намену пословног авиона, а доста се користи и за лични превоз.

## Развој
Пајпер PA-34 је замишљен као двомоторна верзија авиона Пајпер Чироки сикс. Прототип авиона је и био Чироки с уграђеним гондолама за моторе на крилима. Током првих испитивања овај прототип је летео као тромоторни авион, јер је задржан оригинални мотор са Чирокија уграђен у нос авиона уз два на крилима.

## Технички опис
Пајпер PA-34 Сенека је двомоторни нискокрилни путнички авион са 6 (пилот + 5) седишта.
Труп авиона је металне конструкције монокок, округлаог попречног пресека. Кабина пилота и путника чине једну целину. Кабине су опремљене великим прзорима што омогућава изванредну прегледност из авиона. Авион је опремљен уређајима који у кабини одржавају константни притисак и температуру. При репу са десне стране трупа налазе се врата за улаз у авион.
Погонска група се састоји од два клипна мотора, начешће Континентал TSIO-360 са двокраком, чешће са трокраком металном елисом Hartzell константне брзине. У зависности од типа и наручиоца могу бити уграђени и други мотори.
Крила су металне конструкције правоугаоног облика. На крилима се налазе мотори, у крилаима су смештени унутрашњи резервоари за гориво а такође и простор у који се увлаче точкови за време лета. Крила имају управан положај на руп авиона.
Стајни трап је увлачећи типа трицикл (један точак напред и два испод крила. Први точак се у току лета увлачи у кљун авиона а крилни точкови се увлаче у крила. Погон за увлачење и извлачење ногу стајног трапа је хидраулични.

## Верзије

### Сенека
Авион Сенека I је добио летну дозволу 7. маја 1971, а његов прототип је почео да лети крајем исте године. Погон му се састојао од два Ликоминг IO-360-C1E6 мотора. Десни мотор је био Ликоминг LIO-360-C1E6, где се „Л“ односи на то да се радилица и елиса окрећу у супротном смеру, с чиме је елиминисана „критична“ ситуација, то јест да се у случају гашења једног мотора може безбедније и лакше управљати с авионом. Максимална полетна маса авиона, на почетку серије је износила 1814 kg, што је у току производње измењено на масу од 1.905 kg.
Аион Сенека II је био новије варијанте, који је настао као одговор на стечена искуства у оперативној употреби. Авион је добио летну дозволу 18. јула 1974. а уведен је у употребу 1975. године. На овој верзији преуређене су команде лета укључујући проширење и уравнотежење крилаца, на кормилу правца додат је антисерво тример, а на крмило висине додат је механички тег који ствара момент супротан аеродинамичкој компензацији (тримеру висине).
Слово „Т“ (PA-34-200Т) у новој варијанти се односило на турбо-пуњач мотора са шест цилиндара Континентал TSIO-360E или EB с којима су се побољшале особине авиона, а нарочито перформансе на већим висинама. На Сенека II је задржана предност која је постигнута употребом мотора са супротним обртањем радилице.
На Сенека II је додатно представљен „клупски“ распоред седишта, окренутих један према другим, чиме се постигло нешто више места у путничком делу кабине. Максимална полетна маса авиона је 1969 kg.
Авион Сенека  је представљен 1981. године, а летну дозволу је добио 17. децембра 1980. Авион покрећу Континентал TSIO-360-KB мотори од 200 КС (150 kW) који су у стању развити снагу од 220 КС (165 kW) у ограниченом трајању од пет минута. Повећање снаге уз ограничење броја обртаја мотора на 2.800 o/min, повећава ефикасност при пењању авиона и његовом крстарењу. Нови авиони имају уграђено једно ветробранско стакло, металну таблу с инструментима (уместо пластичне на пређашњим варијантама), а неки авиони имају и електрично покретана закрилца.
Максимална полетна маса је повећана на 2046 kg.
Авион Сенека  је представљен 1994. године, а летну дозволу је добио 17. новембра 1993. Сличан је варијанти Сенека III уз мања побољшања као што су аеродинамички обликована облога мотора, што је незнатно увећало брзину крстарења, при чему су мотори и масе авиона остале исте.
PA-34-В 220Т Сенека је најновија варијанта овог типа авиона, дозволу за лет је добио 11. децембра 1996. У производњи је означен као варијанта 1998. Поново је промењена облога мотора ради додатног побољшања особина лета, неколико командних прекидача у пилотској кабини премештено је с предњег панела на горњи. Уграђени су и незнатно унапређени Континентал TSIO-360-RB мотори. Максимална полетна маса је остала непромењена.

## Карактеристике
| Упоредне карактеристике варијанти авиона: Пајпер Сенека |                     |                     |                     |                     |                     |
| Варијанте                                               | 200 Сенека          | 200Т Сенека         | 220Т Сенека         | 220Т Сенека         | Сенека              |
| Опште карактеристике                                    |                     |                     |                     |                     |                     |
| Намена                                                  | Лаки пословни авион | Лаки пословни авион | Лаки пословни авион | Лаки пословни авион | Лаки пословни авион |
| Први лет прототипа                                      | 1972                | 1975                | 1981                | 1994                | 1997                |
| Бр. примерака                                           | 933                 | 2587                | 951                 | 41                  | 200+                |
| Бр. чланова посаде                                      | пилот и пет путника | пилот и пет путника | пилот и пет путника | пилот и пет путника | пилот и пет путника |
| Геометрија - димензије                                  |                     |                     |                     |                     |                     |
| Дужина авиона                                           | 8,68                | 8,68                | 8,68                | 8,72                | 8,72                |
| Висина авиона                                           | 3,02                | 3,02                | 2,97                | 2,97                | 3,02                |
| Распон крила                                            | 11,81               | 11,81               | 11,81               | 11,86               | 11,86               |
| Површина крила                                          | 19,18 2             | 19,18 2             | 19,39 2             | 19,39 2             | 19,39 2             |
| Масе                                                    |                     |                     |                     |                     |                     |
| Максимална полетна                                      | 1814                | 2072                | 2155                | 2155                | 2155                |
| Максимална терета                                       | 716                 | 792                 | 861                 | 652                 | 624                 |
| Погон                                                   |                     |                     |                     |                     |                     |
| Погонска група                                          | 2 х Ликоминг        | 2 х Континентал     | 2 х Континентал     | 2 х Континентал     | 2 х Континентал     |
| Бр. и ознака мотора                                     |                     |                     |                     |                     |                     |
| Перформансе                                             |                     |                     |                     |                     |                     |
| Брзина крстарења                                        | 300                 | 327                 | 330                 | 354                 | 363                 |
| Долет                                                   | 1327                | 1451                | 1525                | 1516                | 1516                |
| Оперативни плафон                                       | 5 455               | 7 620               | 7 620               | 7 620               | 7 620               |

## Коришћење у Србији
Један авион Сенека V (регистрације YU-VGI) је купљен 2012. године за потребе Војногеографског института за аерофотограметојско снимање тла. Авион је платформа за дигиталну камеру Leica geosystems AG ADS80, намењена прикупљању и анализи геопросторних података за развој географско-информационог система Србије и формирања базе за потребе Војске Србије.
Поред овога овај авиoн служи и за обуку пилота.